# Голомша Микола Ярославович
Микола Ярославович Голомша (нар. 16 грудня 1962, село Тухля, Сколівський район, Львівська область) — український юрист і політик. З 27 лютого 2014 — перший заступник Генерального прокурора України, лідер політичної партії «Патріот», заслужений юрист України.

## Життєпис
Після закінчення школи у 1980 року Микола пішов працювати на Стрийську взуттєву фабрику. Згодом служив у армії, на території тодішньої Білоруської РСР. Після демобілізації влаштувався на роботу до будівельної бригади радгоспу імені І. Я. Франка.
У 1984 році вступив до Харківського юридичного інституту на спеціальність «Правознавство» (нині Національна юридична академія ім. Ярослава Мудрого). У 1988 році закінчив Харківський юридичний інститут (спеціальність — правознавство). Закінчивши виш, своє перше призначення отримав слідчим прокуратури у Стрийському районі Львівщини у 1988 р. 
З 1992 по 2000 роки обіймав низку посад у прокуратурі Львівської області: був старшим слідчим з особливо важливих справ, начальником слідчого відділу, начальником відділу нагляду за додержанням законів спеціальними підрозділами по боротьбі з організованою злочинністю, заступником прокурора області, начальником слідчого управління, заступником прокурора області, начальником управління нагляду за додержанням законів органами, які проводять оперативно-розшукову діяльність, дізнання та досудове слідство. Згодом став першим заступником прокурора Львівської області.
У 2000—2001 роки працював першим заступником прокурора Чернівецької області. Потім пішов на підвищення до Генеральної прокуратури України, де очолював відділ організаційного забезпечення діяльності Координаційного комітету по боротьбі з корупцією і організованою злочинністю при Президентові України та відділ нагляду за дотриманням природоохоронного законодавства. 
У вересні 2001 року призначений на посаду прокурора Рівненської області.
У листопаді 2003 року призначений заступником Генерального прокурора України. У 2005 році, відмовившись порушувати кримінальну справу відносно лідерів опозиції («Помаранчевої революції») та винести постанову про розгін Майдану, подав у відставку, але був звільнений за надуманими мотивами колишнього керівництва та згодом відновлений у посаді на підставі постанови суду у тому ж році. У квітні 2007 року за позицію щодо розпуску українського парламенту Миколу Голомшу переведено на посаду прокурора Львівської області, проте вже в травні повернуто на колишній пост — заступника Генерального прокурора України.
Під керівництвом Миколи Ярославовича розкрито резонансне вбивство братів Карпенків і мільйонера Жемова. Йому було доручено кураторство над розслідуванням найбільш резонансних кримінальних справ: загибелі лідера Народного руху України Вячеслава Чорновола, за фактом смерті відомого композитора Володимира Івасюка, про замахи на слідчу з особливо важливих справ прокуратури Галину Климович, про вбивство журналіста Георгія Гонгадзе. Саме під керівництвом заступника Генерального прокурора України М. Голомші було визначено місцезнаходження і затримано в селі Молочки на Житомирщині головного обвинуваченого у вбивстві Г. Гонгадзе — генерала Олексія Пукача та відшукано голову Г.Гонгадзе. Найкращі слідчі Генеральної прокуратури України під координацією Миколи Ярославовича розслідували і справу про отруєння Президента України Віктора Ющенка.
Після обрання Януковича В. Ф. Президентом України, 22 липня 2010-го року М. Голомша понижений у посаді до військового прокурора Центрального регіону України за те, що скерував до суду кримінальну справу про визнання Голодомору 1932—1933 років геноцидом [Архівовано 7 жовтня 2019 у Wayback Machine.] українського народу. Зважаючи на принципову позицію та активну протидію зниженню обороноздатності держави, у серпні 2012 року  Микола Голомша вдруге понижений у посаді та призначений начальником управління у воєнній сфері ГПУ.
Після Майдану Гідності призначений першим заступником Генерального прокурора України. Підтримував своїми діями очищення органів прокуратури від співробітників, які допомагали узурповувати владу за часів правління Януковича В. Ф. Організовував розслідування злочинів, скоєних особами владних структур проти власного народу. Зусиллями його підлеглих було порушено більше двох з половиною тисяч кримінальних проваджень щодо злочинів, вчинених посадовими особами за часів президентства Януковича В. Ф. Однак, після призначення Генеральним прокурором України Яреми В. Г., був відсторонений від посади.
Микола Голомша подав позов до суду на незаконне використання закону «Про очищення влади».
У серпні 2019 року Окружний адміністративний суд міста Києва визнав звільнення Голомші незаконним і відновив його на посаді першого заступника Генерального прокурора України.

## Громадська і політична діяльність
Наразі М. Я. Голомша –  лідер Політичної партії  «ПАТРІОТ».
Має власні наукові публікації.  У 2017 році захистив дисертацію та отримав звання доктора філософії у галузі державного управління. Завдяки сприянню Миколи Ярославовича Голомші у Стрийському коледжі успішно функціонує правничий факультет.
Заохочує молодих спортсменів: на громадських засадах очолює Наглядову Раду Асоціації професійних видів єдиноборств, входить до складу Ради Національної Ліги професійного боксу України, у Стрию надає підтримку секції карате.

## Відзнаки
Голомша — заслужений юрист України. Відзначений знаками «Почесний працівник прокуратури України», «Подяка за сумлінну службу в органах прокуратури», Національного бюро Інтерполу «За заслуги» і т. д.
В 2009 році Указом Президента України нагороджено орденом князя Ярослава Мудрого V ступеня.
За багаторічну сумлінну працю в органах прокуратури нагороджений: подякою «За сумлінну службу в органах прокуратури» І ступеня; медаллю «За доблесну службу» ІІІ та ІІ ступенів; медаллю «За доблесть та звитягу»; дипломом «За високу національну гідність, патріотизм, значний особистий внесок у розбудову Української держави, багаторічну сумлінну працю, високий професіоналізм»; орденом Свободи «За вагомий внесок у розвиток Української державності»; відзнакою «За мужність під час виконання службових завдань»; іншими 84-ма орденами, медалями та відзнаками.